# اتحاد الكشافة الأوروبي
تم تشكيل اتحاد الكشافة الأوروبي' في بروكسل، بلجيكا، في 12 نوفمبر 1978 و لا يزال مقره في بلجيكا. الاتحاد يشدد على البعد الأوروبي لبرنامج الكشافة ويدعي لتوفير «الكشافة الأصيلة لبادن باول». معرض الاتحاد هو اتحاد من الاتحادات الوطنية.

## روابط خارجية
- تاريخ «الحركة الكشفية الأوروبية» (بالفرنسية)
- الموقع الرسمي للاتحاد للكشافة الأوروبي